# 松本善明
松本 善明（まつもと ぜんめい、本名：まつもと よしあき、1926年5月17日 - 2019年6月24日）は、日本の弁護士、日本共産党名誉役員、公益財団法人いわさきちひろ記念事業団評議員。元衆議院議員。最初の妻は画家のいわさきちひろ（1974年死別）。

## 経歴
大阪府生まれ。北野中学校（現：大阪府立北野高等学校）卒業。海軍兵学校（75期）で終戦を迎え、1948年（昭和23年）東京大学法学部政治学科在学中に日本共産党に入党。1949年（昭和24年）大学を卒業して国会秘書となり、1950年（昭和25年）にいわさきと結婚。1951年（昭和26年）司法試験合格、1952年（昭和27年）に司法修習生となり、1954年（昭和29年）からは弁護士として、松川事件やメーデー事件、労働争議に関わる。
1967年（昭和42年）に東京4区から初当選、その後比例東北ブロックに移り、2003年（平成15年）まで日本共産党衆議院議員を通算11期務める。衆議院議員在職中は予算委員会や農林水産委員会に所属、党国対委員長、党衆議院議員団長、党幹部会委員などを務めた。
2019年6月24日、老衰のため93歳で死去。墓所は所沢市狭山湖畔霊園。

## エピソード
- 松川裁判をめぐる怪事件
  - 松本が、松川事件の被告側弁護団の一員として、司法修習生ながら活動していた1954年（昭和29年）頃、身辺で奇怪な事件が頻発する。同年1月に自宅が荒され、金品は取らずに友人が思想上の考えを綴って松本に宛てた書状1通が盗まれた。その翌日から2週間ほど、松本と妻のいわさきちひろは、外出のたびに数人の男達に尾行される。さらに2月には松本家の住み込みの家事手伝いの女性（当時21歳）が、買物途中3人連れの男達に拉致される。監禁場所で女性は、松本夫妻の交友関係について尋問されるが、隙を見て脱出、西武新宿線下落合駅に辿り付き、松本宅へ逃げ戻った。監禁場所の捜索がおこなわれたものの、場所の特定には至らなかった。その後、この女性は体調を崩し3月に大阪の病院に入院するが、2週間後の4月に変死する。松本らが病床記録を確認すると、3月26日午後から翌日の記録だけが空欄になっていたという。
  - 1958年（昭和33年）、松本宛に松川事件の真犯人を名乗る人物から匿名の告白文が届いた。そこには同事件で起訴された被告人らは無実であり、真の実行犯は自分を含め7人おり、近いうちに自首すると綴られていた。しかし誰も出頭することはなかった[3]。
- 中曽根康弘首相当時、国会対策委員長だった松本が予算委員会で質問に起った際、松本の質問には答えずに自分の意見を言いつづける中曽根に対し、「時間泥棒」と非難した。
- 日本マクドナルド創業者の藤田田とは北野中学校、東大の同級生。在学中は付き合いは薄かったが、松本が選挙に出ることになった1961年に挨拶に訪れてから親しくなった[4]。
- 手塚治虫とは、大阪の旧制北野中学の先輩にあたり、初当選した1967年総選挙の東京・渋谷公会堂の日本共産党演説会では次のように訴えた。

「松本善明さんを支持するのは先輩だからではない。わたしは戦争がいやでしようがない。そのために真剣にやってくれるのは共産党だけであり、日本の将来、子どもの将来を真剣に考えているのは共産党だけだからです」
- 2003年（平成15年）に、静岡空港建設反対の国会議員署名活動で署名者に加わっている[5]。

### 主要著作
- 『いわさきちひろの想い出』、すばる書房、1977年7月
- （いわさきちひろ 絵）『ちひろとわたし』、新日本出版社、1978年2月
- （いわさきちひろ 絵）『思い出のちひろ－二人で歩んだ日々』、新日本出版社、1988年6月　ISBN 4-406-01641-4
- 『虚構の壁－自由と民主主義のために－松川事件、メーデー事件の弁論と労働争議の弁護の記録』、光陽出版社、1990年2月
- 『妻ちひろの素顔』（『講談社+α文庫』）、講談社、2000年3月　ISBN 4-06-256422-X
- 『平和の鉱脈と日本共産党－国会議員33年、そこから見えてきたもの』、新日本出版社、2005年11月　ISBN 4-406-03221-5